# Diecezja Balsas
Diecezja Balsas (łac. Dioecesis Balsensis; port. Diocese de Balsas) – jedna z 214 diecezji obrządku łacińskiego w Kościele katolickim w Brazylii w stanie Maranhão ze stolicą w Balsas. Erygowana 20 grudnia 1954 przez Piusa XII bullą papieską Quo modo sollemne jako prałatura terytorialna Santo Antônio de Balsas. Ustanowiona diecezją 3 października 1981 przez Jana Pawła II. Wchodzi w skład metropolii São Luís do Maranhão oraz należy do regionu kościelnego Nordeste V.

## Główne świątynie
- Katedra: Katedra Najświętszego Serca Jezusowego w Balsas

## Biskup
- Biskup diecezjalny: bp Valentim Fagundes de Meneses MSC (od 2020)